# Średnicówka

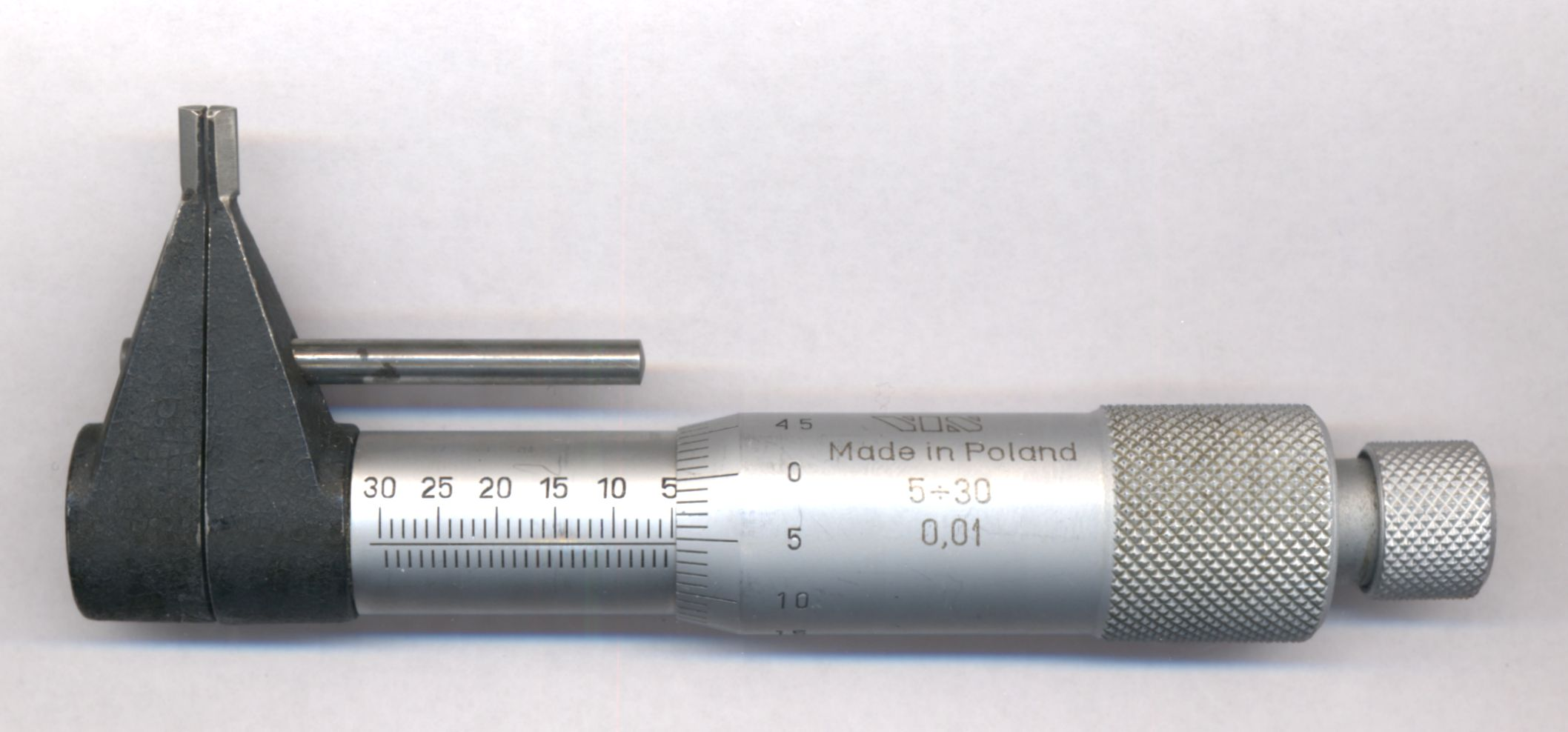
Mikrometr szczękowy o zakresie 5–30 mm

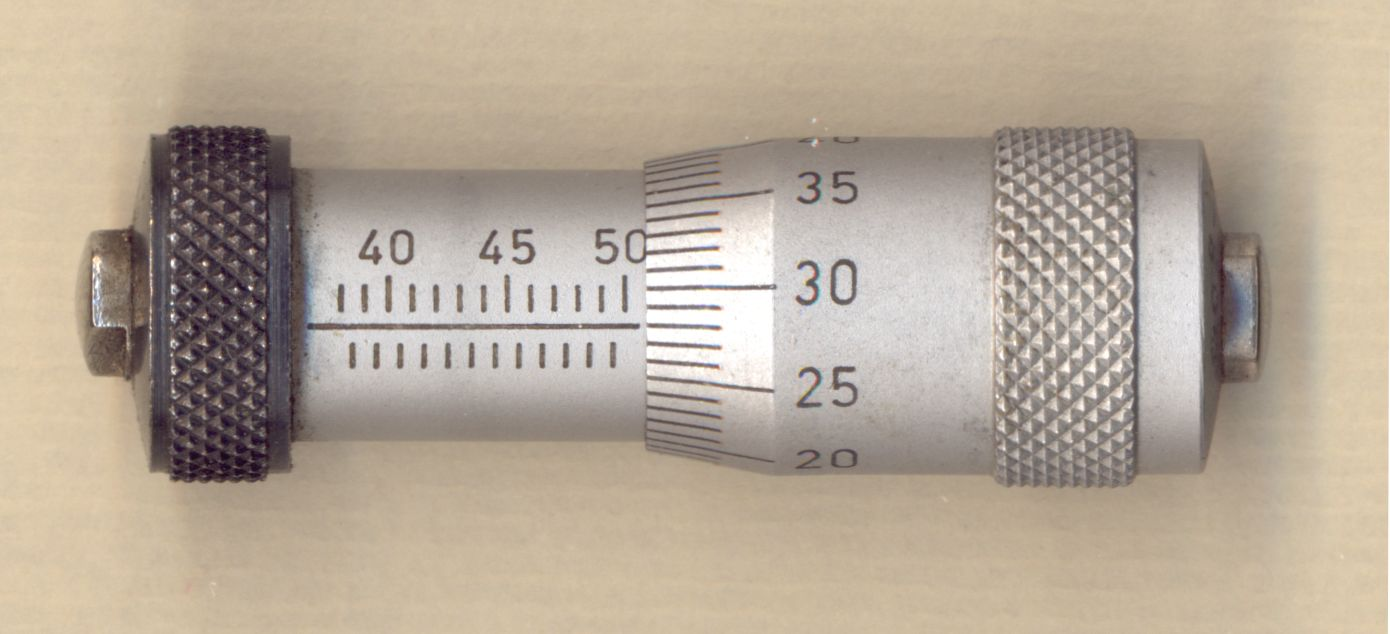
Średnicówka mikrometryczna stała (MMWa) o zakresie 38–50 mm

Średnicówka mikrometryczna składana (MMWc)

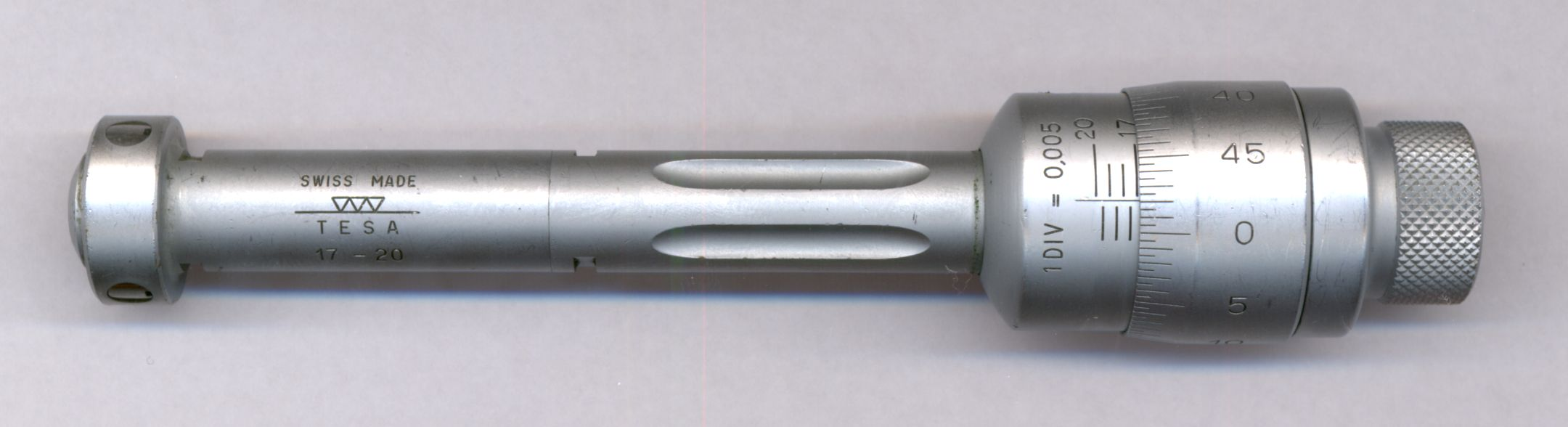
Średnicówka mikrometryczna trójpunktowa o zakresie 17–20 mm

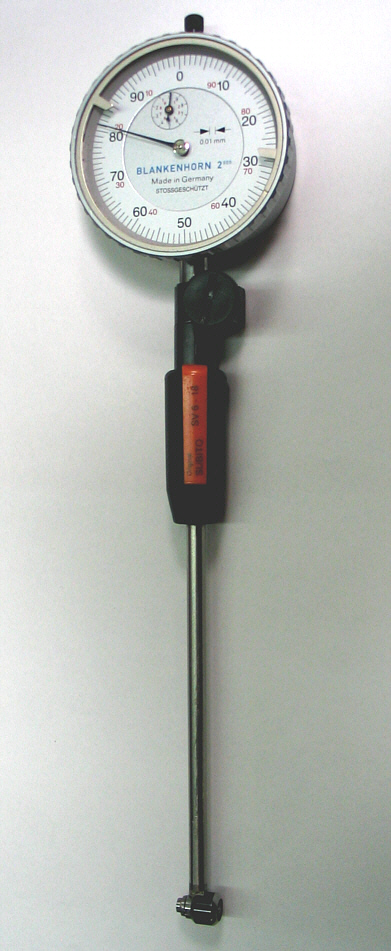
Średnicówka czujnikowa

Średnicówka – przyrząd pomiarowy do mierzenia wymiarów wewnętrznych, przede wszystkim średnic otworów.

## Średnicówki mikrometryczne
Rodzaj przyrządu mikrometrycznego o konstrukcji umożliwiającej pomiar otworu. Rozdzielczość wskazań pomiaru wynosi typowo 0,01 mm. Niepewność pomiaru wynosi od kilku do kilkudziesięciu mikrometrów (dla dużych średnic). W zależności od konstrukcji rozróżnia się:
- mikrometry szczękowe
- średnicówki dwupunktowe
- średnicówki trójpunktowe

### Mikrometry szczękowe
Są budowane dla zakresów pomiarowych 5–30 lub 30–55 mm.

### Średnicówki mikrometryczne dwupunktowe
Średnicówki mikrometryczne dwupunktowe występują w dwóch podstawowych grupach: średnicówki mikrometryczne stałe o zakresie pomiarów (czyli długości całkowitej) od ok. 40 do 200 mm ze stopniowaniem co 13 mm lub dla większych wymiarów 25 mm oraz średnicówki mikrometryczne składane, w których poprzez dołączanie przedłużaczy można rozszerzyć zakres pomiarowy nawet do 1 m.

### Średnicówki mikrometryczne trójpunktowe
Średnicówki mikrometryczne mają trzy końcówki pomiarowe rozmieszczone co 120 stopni. Końcówki te są rozsuwane za pomocą stożka lub specjalnej schodkowej spirali połączonej z głowicą mikrometryczną. Najczęściej stosowane zakresy pomiarowe to od 4 do 150 mm w wielu podzakresach. Należą do najdokładniejszych przyrządów mikrometrycznych.
Do kontroli poprawności wskazań średnicówek trójpunktowych wymagane jest użycie wzorców pierścieniowych.

## Średnicówki czujnikowe
Przyrząd najczęściej zawiera czujnik zegarowy o wartości działki elementarnej 0,01 mm. Przyrząd jest wyposażony w mechanizm (klin lub dźwignia) zmieniający ruch poprzeczny końcówki pomiarowej wynikający ze zmiany średnicy na ruch wzdłużny trzpienia czujnika. Przyrząd wymaga wzorcowania za pomocą wzorców pierścieniowych lub płytek wzorcowych. Zakres pomiarowy przy jednym ustawieniu nie powinien przekraczać ok. 0,1 mm (z uwagi na błędy pomiaru). Dla zakresów do kilkunastu mm budowane są przyrządy ze stopniowaniem co 1–2 mm. Dla większych wymiarów stosowane są nastawne przedłużacze. Niepewność pomiaru zależy od wymiaru nominalnego otworu, dokładności wskazań czujnika, dokładności wzorca, warunków pomiaru (temperatura), oraz kwalifikacji obsługi i wynosi od kilku do kilkunastu mikrometrów. 

Wzorce dla wymiarów wewnętrznych
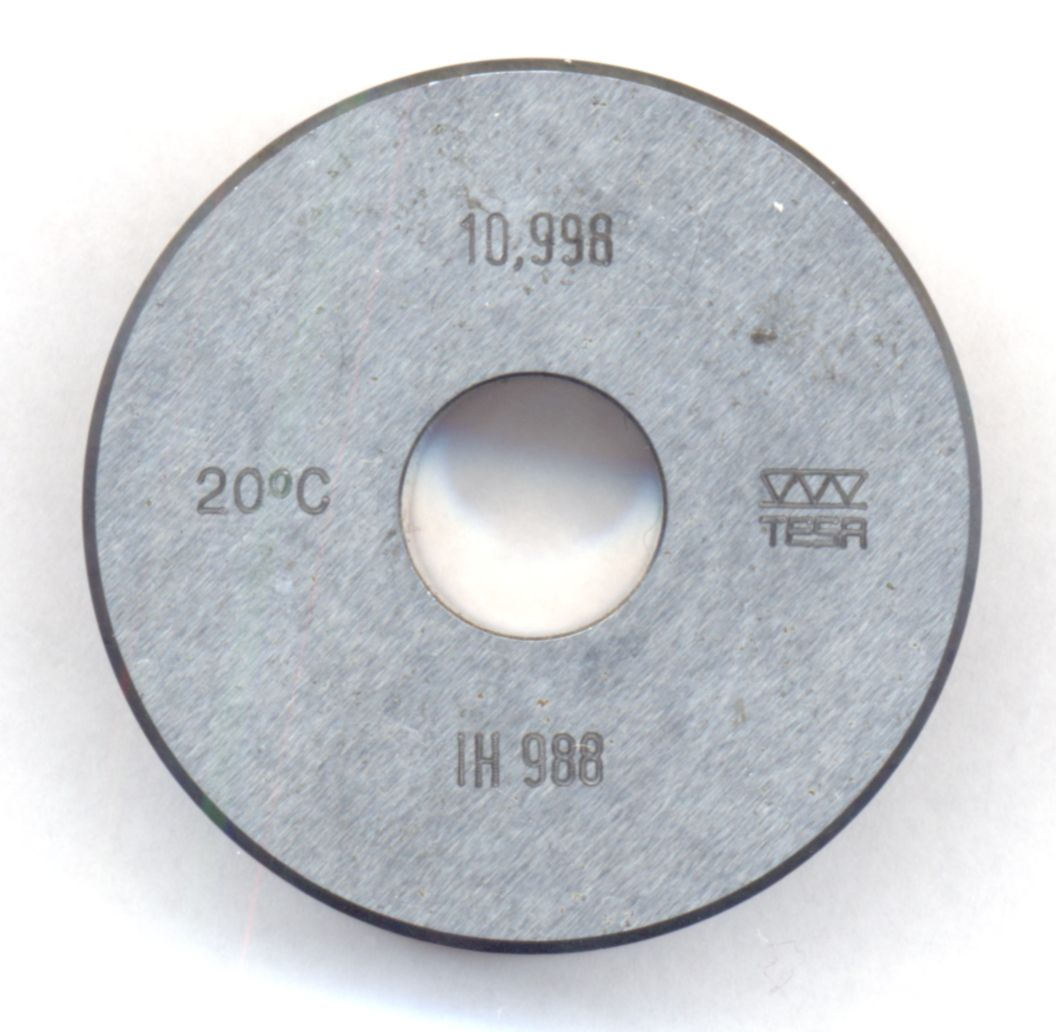
Pierścień kontrolny
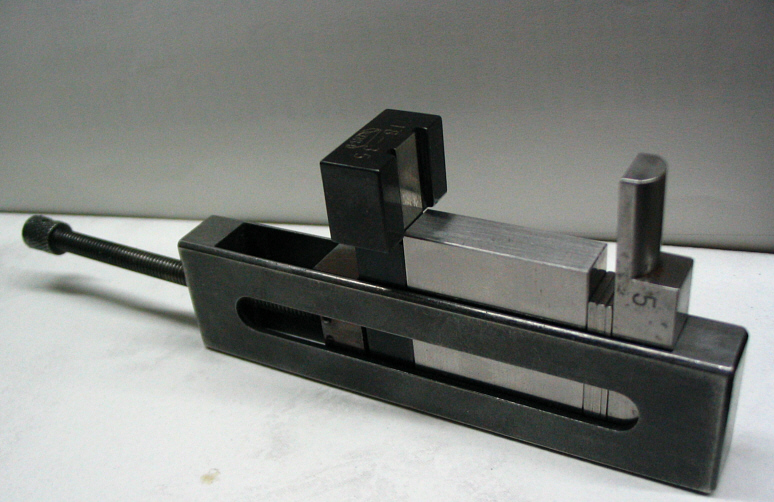
Wzorzec z płytek wzorcowych do średnicówek dwupunktowych